# 聖帕特里克島
聖帕特里克島是愛爾蘭的島嶼，位於愛爾蘭海，由芬戈郡負責管轄，距離主島約1.5公里，面積少於0.5平方公里，該島是海鳥保育區，島上無人居住。

## 外部連結
（页面存档备份，存于）
53°35′07.30″N 6°04′26.14″W / 53.5853611°N 6.0739278°W